# بيل هندرسون (سياسي)
بيل هندرسون (بالإنجليزية: Bill Henderson)‏ هو عسكري وسياسي بريطاني، ولد في 14 يناير 1924 في دبلن في جمهورية أيرلندا، وتوفي في 11 أكتوبر 2010 في المملكة المتحدة. حزبياً، نشط في حزب ألستر الوحدوي. وقد انتخب عضو برلمان أيرلندا الشمالية.